# Стероидная зависимость
Синдром Отмены Топических Кортикостероидов (англ. Topical Steroid Withdrawal Syndrome (TSWS)), также известный как стероидная зависимость (TSA) или синдром красной кожи (RSS),синдром красной горящей кожи (RBSS) представляет собой изнурительное состояние, которое может возникнуть в результате использования топических стероидов для лечения проблем с кожей, таких как экзема или атопический дерматит. Это состояние также может возникнуть в результате местного применения кортикостероидов у людей, у которых ранее не было кожных заболеваний; например, при косметическом использовании для отбеливания кожи, или в случае лиц, осуществляющих уход, которые пренебрегают мытьем рук после применения местных стероидов на ком-то другом.
Синдром отмены топических кортикостероидов характеризуется покраснением, зудом и жжением кожи, которые могут появиться после прекращения лечения местными стероидами или даже между курсами лечения. Топические кортикостероиды эффективны в течение определенного периода времени для лечения состояния кожи. Однако со временем применение ГКС приводит к все меньшему и меньшему очищению. Первоначальная проблема обостряется по мере распространения на другие области тела. Это «прогрессирование» часто принимают за обострение экземы, контактного дерматита, инфекции или аллергической реакции. Однако также появляется группа не связанных с кожей симптомов, составляющих синдром, а не только кожное заболевание. Синдром TSW сопровождается тяжелыми вторичными осложнениями, требующими многократных ежедневных вмешательств в течение длительного периода времени. Многие больные прикованы к постели и вынуждены оставаться дома в течение месяцев или лет, прежде чем симптомы исчезнут.
Синдром TSW является ятрогенным состоянием, что означает, что это состояние, непреднамеренно вызвано медицинским лечением. Не у всех, кто использует местные стероиды, развивается TSWS. Неясно, почему у некоторых людей TSWS возникает вторично после местной терапии стероидами, а у других нет.

## Симптомы Синдрома Отмены Гормона
Симптомы TSWS делятся на две категории: симптомы, которые появляются при использовании местных стероидов, и те, которые появляются после прекращения использования местных стероидов, даже при простом перерыве между курсами лечения.
Перед отменой ГКС:
- «Ребаунд-эффект» покраснения между использованием ГКС
- Сыпь распространяется и развивается на новых участках тела
- Сильный зуд, жжение, покалывание
- Неспособность очиститься при обычном курсе лечения, требующем более сильнодействующего топического стероида для достижения постепенно меньшего очищения.
- Повышенная аллергическая реакция

После отмены ГКС:
- Ярко-красное воспаление кожи ,  напоминающее солнечный ожог
- Видимое и ощутимое  шелушение кожи, похожее на «снегопад».
- Сочащийся экссудат
- Кожные циклы между просачиванием, отеком, жжением и шелушением
- Красные рукава : (руки/ноги становятся красными и воспаленными, щадя ладони/подошвы)
- Нарушение терморегуляции (ощущение озноба или жара )
- Повышенная чувствительность кожи к воде, движению, увлажняющему крему, тканям, температуре и т.д.
- Нервная боль, иногда описываемая как «бенгальские огни» или «острые иглы».
- Увеличенные лимфатические узлы
- Отек
- Сухость и раздражение глаз
- Атрофия кожи (часто проявляющаяся как « слоновьи морщины »)
- Выпадение волос : (голова и/или тело)
- Бессонница и измененные биологические часы
- Изменения аппетита
- Усталость
- Эмоциональные колебания, депрессия, тревога